# Alphonse Allais
Charles-Alphonse Allais (Honfleur, Normandía, 20 de octubre de 1854-París, 28 de octubre de 1905) fue un escritor, humorista y periodista francés.

## Biografía
Hijo de un farmacéutico, el menor de cinco hermanos. En la escuela, Alphonse parece inclinarse más a seguir una carrera científica: en la preparatoria estudia en el área de ciencias. Rechazado por unos exámenes orales en Historia y Geografía, es finalmente aceptado el año siguiente. Entra como practicante en la farmacia paterna, pero sus experimentos y falsos medicamentos no son del gusto de su padre, quien decide mandarlo a estudiar a París. Alphonse, prefiriendo matar el tiempo en los cafés o en el Jardín de Luxemburgo, no se presenta a ningún examen de la escuela farmacéutica. Su padre, dándose cuenta de que las actividades extra-escolares se han vuelto prioridad para su hijo, decide dejar de mantenerlo. Para sobrevivir, intenta hacer fotografía, siguiendo el ejemplo de su amigo Charles Cros, pero no le funciona. Decide entonces intentar el oficio de periodista, publicando crónicas extravagantes en diversas revistas parisinas. Junto a sus amigos del Barrio Latino, forma parte de varios grupos informales como Los Fumistas, Les Hydropathes o Los Rudos (Les Hirsutes). 
En 1880, después de terminar sin éxito sus estudios en farmacéutica, Alphonse se vuelve colaborador del periódico Le Chat Noir, donde aparece su nombre por primera vez en 1883. Es gracias a sus textos humorísticos y a sus noticias diarias que se vuelve famoso. En 1886, se vuelve director del Chat Noir y continúa publicando todos los días cuentos y otras obras cortas en periódicos como Gil Blas o, a partir de 1892, Le Journal.
Es en este periodo cuando Alphonse publica sus primeros libros: À se tordre (1891) y Vive la vie! (1892). En la cúspide de la Belle Époque, su escritura ligera y su humor impropio, sus calambures y sus versos homófonos lo vuelven famoso.
En 1895, Alphonse Allais se casa con una joven de veinticinco años, Marguerite Marie Gouzée, hija de un cervecero de Amberes. En 1897, toma el cargo de redactor en jefe del periódico humorista Le Sourire, creado en 1899 por Maurice Méry para hacerle competencia a Le Rire. Sigue publicando libros: Ne nous frappons pas sale en 1900 y Le Captain Cap, personaje que encarna el gusto por el absurdo tan característico en Alphonse Allais, publicado en 1902. Sin embargo, detrás de su escritura ligera y su estilo socarrón, los escritos de Allais denotan decepción; sus críticas de militares, políticos y religiosos están cargadas siempre de pesimismo.
Muere de una embolia pulmonar, consecuencia de una flebitis en la que su médico le ordena quedarse en cama seis meses. Ignorando esta recomendación, va al café, como todos los días y, a un amigo que lo acompaña de regreso a su casa, le hace la última broma:
«¡Mañana voy a estar muerto! Te ríes, pero yo no. Mañana, ¡voy a estar muerto!».
Tal como lo había dicho, muere al día siguiente. Es enterrado en el cementerio parisino de Saint-Ouen. A finales de la Segunda Guerra Mundial (en 1944), una bomba de la Royal Air Force destruyó totalmente su tumba... Sus cenizas fueron simbólicamente mudadas a Montmartre en 2005.
Queda de él la imagen de un hombre de humor ácido y un especialista de la teoría del absurdo. Sus trabajos científicos son menos conocidos (investigaciones sobre la fotografía en color y una patente de café liofilizado, también algunos trabajos minuciosos sobre la síntesis del caucho).

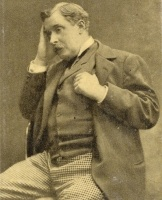
Alphonse Allais en 1899.

## El escritor
Poeta y al mismo tiempo humorista, Alphonse Allais cultivó principalmente el poema homonimio, que se constituye enteramente de homófonos.
«La rima no es muy variada, pero prefiero eso a caer en la trivialidad». 
Algunos personajes aparecen recurrentemente en el mundo de Alphonse. El Capitán Cap (Capaz), llamado en realidad Albert Caperon, es un personaje que habla francamente y afirma: « La burocracia es como los microbios: no parlamentamos con los microbios. ¡Los matamos!». Su aparición es pretexto para dar recetas de cocteles.
Francisque Sarcey, crítico teatral del periódico Le Temps y personificación del "sentido común" burgués, es frecuentemente citado en los contextos más extravagantes. La "víctima" no se molestaba, e incluso se alegraba de ser imitado (Allais firmaba gustoso usando su nombre o el de Sarcisque Francey) por un escritor tan espiritual. Algún otro autor intentó hacer lo mismo, por lo que Allais dejó en claro: « Sólo dos personas en París tienen derecho a firmar como Francisque Sarcey: yo primero y después Francisque Sarcey. »
En varias noticias, Alphonse Allais ridiculiza, aparentando alabarlas, las tesis del economista Paul Leroy-Beaulieu, adepto del proteccionismo.
No se limita y habla incluso de François Coppée, Loïe Fuller, Liane de Pougy, Cléo de Mérode, Paul Déroulède y de otras luminarias de la Belle Époque.

## Pintor, compositor...

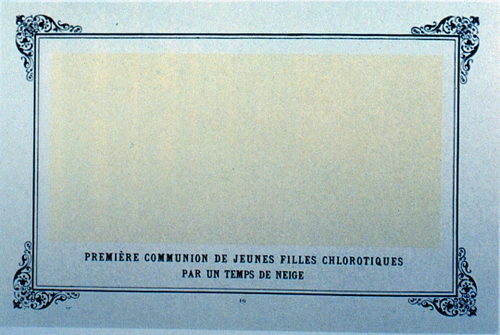
"Primera Comunión de jovencitas cloróticas en tiempos de nieve." (Cuadro blanco) 1893.

Alphonse Allais es autor de las primeras pinturas abstractas: sus monocromos como Récolte de la tomate sur le bord de la mer Rouge par des cardinaux apoplectiques («Pizca de tomate al borde del mar Rojo por cardinales apopléticos»), expuestos en el salón de las Artes Incoherentes, precede una generación al Cuadrado blanco sobre fondo blanco de Kasimir Malevich.
Es también, mucho antes que John Cage o Erwin Schulhoff, el autor de la primera composición musical minimalista: su Marche funèbre composée pour les funérailles d'un grand homme sourd (Marcha fúnebre compuesta para las exequias de un célebre hombre sordo) es una página de composición completamente en blanco, porque « las grandes penas son mudas ».

## Sus relatos
Hoy, cuando las sucesivas crisis en todos los órdenes (político, social, científico, artístico, etc.) abren la entrada a soluciones sin solución, es decir imaginarias, aparecen en escena ideas, pensadores, escritores y artistas considerados en su momento poco serios; y es que, toda una visión estable de la realidad bascula en esa misma línea paródica, poco seria, casi patafísica.
Marcel Duchamp en el arte y Alfred Jarry en la creación literaria son las referencias obligadas. Pero antes que ellos estaba Allais.
El gran especialista en su obra y biógrafo Francois Caradec señala: 
“A veces resulta difícil comprender sus relatos ¿qué quiere decirnos? ¿en realidad, se propone decirnos algo?”
En el universo narrativo de Alphonse Allais, todo el mundo es bueno, porque todos forman parte de la vida (es un poco como en la filosofía de Warhol. De hecho Allais también era pintor). Asesinos y santos reciben el mismo tratamiento desprovisto de dramatismo y por tanto divertido. El discurso de Allais no es valorativo, ni crítico y menos aun moralista. Es una mirada irónica y distante hacia un mundo en el que son posibles todas las soluciones (Patafísica), y lo son, porque ya no quedan problemas serios que plantear.
Lo primero que sorprende en un relato de Allais es como una simple afirmación anti-lógica, anti-sentido común toma visos de credibilidad cuando su maestría narrativa la envuelve. Sabemos que es un disparate, pero nos quedan la duda y el deseo. La duda, de si podría ser así y el deseo, de que sea así. Una palabra o un leit motiv (latiguillo) genial repetido a lo largo del relato (Compañía general para la distribución del aire natal a domicilio) son suficientes para esbozar la sonrisa del lector y de paso (y esto ya no es simple humor) alterar nuestro rutinario sistema de percepción neuronal. Si en un relato de Kafka sentimos cierta liberación por no vivir en ese mundo (¿o sí), en un relato de Allais estamos encantados de pertenecer a él y con ello avanzar en la gran propuesta descerebrante de su paisano y coetáneo Ubu-Jarry. En un estilo conciso, sintético, minimalista, pero de fácil lectura, todos los relatos de Allais (insuperables los de tema científico) ofrecen algo DIFERENTE (con mayúsculas). El más intrascendente suceso cotidiano, las andanzas de cafetín de sus más significativos héroes (Cap, Sapeck) adquieren una dimensión imprevisible y sorprendente en la imaginación de este gran escritor, único en su género.

## Alphonse Allais en Francia
“En Francia, desgraciadamente, hablar de un escritor humorista ha tenido siempre un significado de poco serio, luego abstenerse. Esto representa una ventaja cuando se quiere escapar a los universitarios, a los coloquios, a las exégesis; pero tiene el inconveniente de ser encasillado como un simple “gracioso” (Caradec). Afortunadamente no es el caso de Alphonse Allais. Su obra, gozando de la misma popularidad de siempre entre el ciudadano medio, es reconocida y estudiada también en las Universidades. Innumerables estudios de estilo, de composición, de temática, en lengua francesa e inglesa, pueden consultarse en Google. Y tanto los que (con él) están en los orígenes de la vanguardia en Francia (Satie, Apollinaire, Breton, Jarry, dadaístas y surrealistas), como el gran movimiento de la new theory, tan de actualidad (Baudrillard, Morin, Deleuze, Barthes, etc.) pasando por Marcel Duchamp (introductor de su obra en EUA) han reivindicado el genio de Allais.

## Alphonse Allais en España
Jugando con las palabras de un clásico del pensamiento (Max Stirner), muy bien podríamos presentar a Alphonse Allais como “el único y su propiedad”. Pero para el lector en español, el segundo atributo - la propiedad, su obra - es prácticamente desconocido. Son más de 1700 relatos cortos,dos obras de teatro y una novela y numerosos poemas y aforismos los que continúan sin ver la luz en traducción castellana. Afortunadamente, el día que este misterio sea por fin desvelado, conoceremos, para disfrutarlo, al “más grande cuentista en lengua francesa” (François Caradec) y el que mejor ha resistido al paso del tiempo.

### Obras disponibles en lengua francesa
- ABU À se tordre disponible en red.
- Bibliothèque électronique du Québec : À se tordre, Plaisirs d'humour, L'affaire Blaireau, aits divers, À la une!, Deux et deux font cinq, Pour cause de fin de bail, Vive la vie!.
- Libros suyos en Libros electrónicos libres y gratuitos

### Relatos disponibles en lengua española
- Wikimedia Commons alberga una categoría multimedia sobre Alphonse Allais.
- Traducidos por Elías Alfonso "Un curioso caso para el Derecho", "El Capitán Cap aborda el tema de los osos blancos", "Saneamiento físico y restablecimiento de la moral en los habitantes de París", "El teatro de Mister Bigfun".

- «Antología Fumista de París». Traducción, edición y notas de Óscar Quadrado Mendoza. Editorial Club de Ostras, 2020.

- Datos: Q371905
- Multimedia: Alphonse Allais / Q371905
- Citas célebres: Alphonse Allais